# Matías Navarro
Matías José Navarro (Chacras de Coria, Provincia de Mendoza, Argentina; 25 de mayo de 1992) es un futbolista argentino. Juega de delantero o mediocampista y su equipo actual es Atenas (Río Cuarto) que disputa el Torneo Federal A de Argentina.

## Trayectoria

### Gimnasia de Mendoza
Su debut en la primera del Lobo mendocino se produjo el 22 de septiembre de 2013 frente a San Martín de Mendoza, mientras que su primer gol lo marcó el 20 de abril de 2014, frente a Independiente de Villa Obrera contribuyendo en la goleada final por 5-0 de su equipo donde él marcó el último gol. En junio de 2014, el jugador logró hacerse con la temporada 2013-14 del Argentino B donde fue clave en el partido final para que Gimnasia y Esgrima se pusiera en ventaja nuevamente, ya que anotó el 2-1 parcial ante Unión Aconquija, facilitando posteriormente alcanzar el ascenso. Sin ser muy tenido en cuenta por el técnico en la temporada 2014 del Federal A al disputar muy pocos encuentros, logró ascender a la Primera B Nacional y conseguir dos ascensos en menos de un año tras ser parte del plantel.

### Huracán Las Heras y retorno a Gimnasia de Mendoza
En 2015, se fue a préstamo a Huracán Las Heras para disputar el Torneo Federal B. Su primer gol en el Globo lo marcó ante San Martín en la fecha 10. En el Albo jugó por dos temporadas, quedando en ambas oportunidades, cerca del ascenso al Federal A.
A mediados de 2016, retornó luego de su cesión y tras acordar un nuevo vínculo, a Gimnasia y Esgrima para disputar la temporada 2016-17 del Torneo Federal A.

### La vuelta a Huracán Las Heras
A fines de 2017, Gimnasia no iba a tener en cuenta los servicios del "chimi". Por lo que en enero de 2018 vuelve a firmar contrato con Huracán Las Heras para disputar la fase final del Torneo Federal A 2017-18. Todavía con contrato vigente en Huracán, Matías Navarro espera el comienzo del Torneo Federal A 2018-19.

## Clubes
| Club                  | País      | Año               |
| --------------------- | --------- | ----------------- |
| Gimnasia (M)          | Argentina | 2013 - 2015       |
| Huracán Las Heras     | Argentina | 2015 - 2016       |
| Gimnasia (M)          | Argentina | 2016 - 2018       |
| Huracán Las Heras     | Argentina | 2018 - 2019       |
| CD Maipú              | Argentina | 2019 - 2021       |
| Ciudad Bolivar        | Argentina | 2021              |
| San Martín de Mendoza | Argentina | 2021 - 2022       |
| Huracán Las Heras     | Argentina | 2022 - 2023       |
| San Martín de Mendoza | Argentina | 2023              |
| Huracán Las Heras     | Argentina | 2023              |
| Atenas (Río Cuarto)   | Argentina | 2024 - Actualidad |

## Estadísticas
| Gimnasia (M) Argentina               |               |               |     |    |    |    |     |      |      |
| 4.ª                                  | 2013-14       | 20            | 3   | 2  | 0  | 22 | 3   | 0,14 |      |
| 3.ª                                  | 2014          | 5             | 0   | 1  | 0  | 6  | 0   | 0,00 |      |
| Total club                           | Total club    | 25            | 3   | 3  | 0  | 28 | 3   | 0,11 |      |
| Huracán Las Heras Argentina          |               |               |     |    |    |    |     |      |      |
| 4.ª                                  | 2015          | 25            | 7   | 1  | 0  | 26 | 7   | 0,27 |      |
| 4.ª                                  | 2016          | 13            | 2   | —  | —  | 13 | 2   | 0,15 |      |
| Total club                           | Total club    | 38            | 9   | 1  | 0  | 39 | 9   | 0,23 |      |
| Gimnasia (M) Argentina               |               |               |     |    |    |    |     |      |      |
| 3.ª                                  | 2016-17       | 22            | 2   | 4  | 1  | 26 | 3   | 0,12 |      |
| 3.ª                                  | 2017-18       | 5             | 0   | —  | —  | 5  | 0   | 0,00 |      |
| Total club                           | Total club    | 27            | 2   | 4  | 1  | 31 | 3   | 0,10 |      |
| Huracán Las Heras Argentina          |               |               |     |    |    |    |     |      |      |
| 3.ª                                  | 2018          | 11            | 2   | 2  | 0  | 13 | 2   | 0,15 |      |
| Total club                           | Total club    | 11            | 2   | 2  | 0  | 13 | 2   | 0,15 |      |
| Total carrera                        | Total carrera | Total carrera | 101 | 16 | 10 | 1  | 111 | 17   | 0,15 |
| (1) Incluye datos de Copa Argentina. |               |               |     |    |    |    |     |      |      |

## Palmarés

### Campeonatos nacionales
| Título             | Club                   | País      | Año     |
| ------------------ | ---------------------- | --------- | ------- |
| Torneo Argentino B | Gimnasia y Esgrima (M) | Argentina | 2013-14 |

#### Otros logros
- Ascenso a Primera B Nacional con Gimnasia de Mendoza en el Torneo Federal A 2014.